# Amblyptilia punoica
Amblyptilia punoica là một loài bướm đêm thuộc họ Pterophoridae. Loài này có ở Peru.
Sải cánh dài khoảng 25 mm. Con trưởng thành bay từ end tháng 3 đến the beginning of tháng 4.